# Wallrabensteinsches Haus

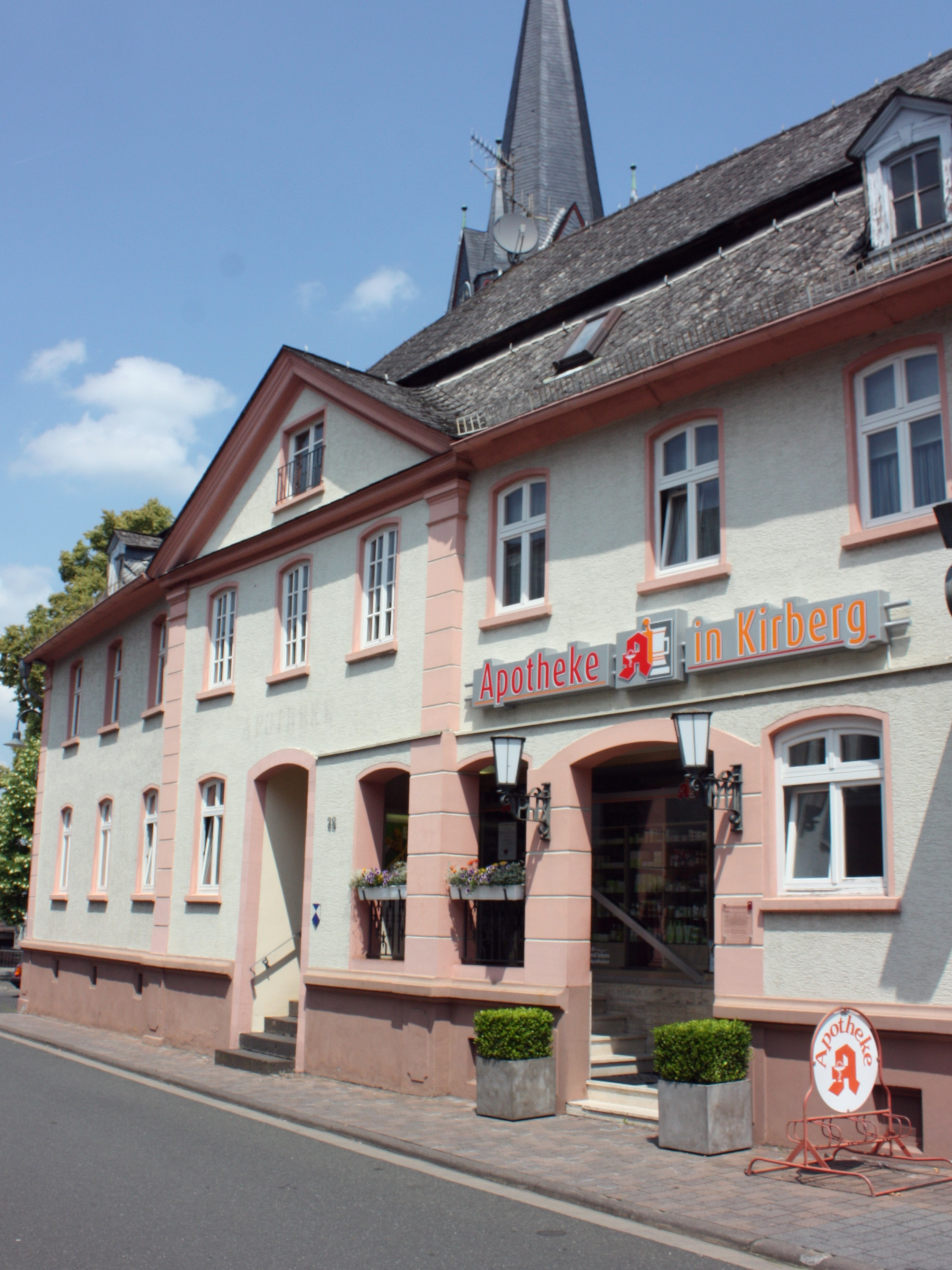
Wallrabensteinsches Haus in Kirberg

Das Wallrabensteinsche Haus in Kirberg, einem Ortsteil der Gemeinde Hünfelden im mittelhessischen Landkreis Limburg-Weilburg, wurde Anfang des 18. Jahrhunderts auf älteren Teilen errichtet. Das Wohn- und Geschäftshaus an der Burgstraße 28, das ehemals im Besitz der Familie von Wallrabenstein war, ist ein geschütztes Kulturdenkmal.
Der palaisartige verputzte Fachwerkbau mit neun Fensterachsen hat Seitenflügel, die dem Straßenverlauf folgend leicht abgewinkelt sind. Die Eck- und Risalitquaderung besteht aus Sandstein, genauso wie die Fensterrahmungen und die segmentbogige Einfahrt. Der Dreiecksgiebel enthielt ursprünglich ein Rundfenster.
Im Innern ist die repräsentative Freitreppe mit Kugelbalustern erhalten.